# 그대는 아직도 나를 설레게 한다
《그대는 아직도 나를 설레게 한다》는 김경호의 10번째 정규음반의 세 번째 부분으로, 데뷔 25주년을 기념하여 발매한 10집 합본이다. 타이틀은 앨범명과 동일한 《그대는 아직도 나를 설레게 한다》이다. 선공개 형식으로 나왔던 10집 수록곡 8곡은 리마스터링 작업을 하고 수록되었다. 이 앨범에는 두 곡의 셀프 리메이크 곡 《Higher to the top》, 《이수》가 수록되어 있다. 두 곡 모두 3집 수록곡이다.

## 수록곡
| #   | 제목                                           | 작사   | 작곡                                  | 재생 시간 |
| --- | ---------------------------------------------- | ------ | ------------------------------------- | --------- |
| 1.  | 〈그대는 아직도 나를 설레게 한다TITLE〉        | 이혁   | 추승엽 (편곡: 추승엽)                 | 4:08      |
| 2.  | 〈너를 기다려〉                                | 이혁   | 김동혁 (편곡: 김동혁)                 | 4:58      |
| 3.  | 〈사랑이 들린다면〉                            | 김동현 | 김동현 (편곡: 홍동표, 양남승)         | 4:35      |
| 4.  | 〈Higher to the top (Feat. 우종선 of METHOD)〉 | 이현석 | 송재우 (편곡: 김재홍)                 | 4:51      |
| 5.  | 〈이수〉                                       | 강은경 | 유승범 (편곡: 김재홍)                 | 4:38      |
| 6.  | 〈달의 눈물〉                                  | 김동현 | 김경호, 박창곤 (편곡: 박창곤)         | 4:47      |
| 7.  | 〈다짐〉                                       | 유주형 | 유주형 (편곡: 홍동표)                 | 4:10      |
| 8.  | 〈시간의 숲〉                                  | 이혁   | 김경호, 김재홍 (편곡: 김재홍, 김기홍) | 3:35      |
| 9.  | 〈노을〉                                       | 정은경 | 김동혁 (편곡: 김동혁)                 | 4:19      |
| 10. | 〈Don't be quiet!〉                            | 김경호 | 김경호, 김재홍 (편곡: 김재홍, 김기홍) | 3:58      |
| 11. | 〈Get on your feet〉                           | 김경호 | 김경호, 박창곤 (편곡: 박창곤)         | 3:45      |